# 阿什拉馬 (加利福尼亞州)
阿什拉馬（英語：Ashrama）是位於美國加利福尼亞州聖塔克拉拉縣的一個非建制地區。該地的面積和人口皆未知。

## 地理
阿什拉馬的座標為37°18′26″N 121°28′11″W / 37.30722°N 121.46972°W，而該地的平均海拔高度為74米（即239英尺）。